# Nationale Straßen-Radsportmeister 2012
Die ersten Nationalen Straßen-Radsportmeisterschaften 2012 wurden im Januar in Australien und Neuseeland ausgetragen. In den meisten anderen Nationen finden die jeweiligen Austragungen Ende Juni statt.
| Nation                       | Trikot | Straßenrennen – Männer | Einzelzeitfahren – Männer   | Straßenrennen – Frauen | Einzelzeitfahren – Frauen |
| ---------------------------- | ------ | ---------------------- | --------------------------- | ---------------------- | ------------------------- |
| Albanien                     |        | Eugert Zhupa           | Eugert Zhupa                |                        |                           |
| Algerien                     |        | Azzedine Lagab         | Azzedine Lagab              |                        |                           |
| Amerikanische Jungferninseln |        | Mark Defour            | Glenn Massiah               |                        |                           |
| Andorra                      |        |                        | David Albós                 |                        |                           |
| Angola                       |        | Igor Silva             | Igor Silva                  |                        |                           |
| Antigua und Barbuda          |        | Jyme Bridges           | Robert Marsh                |                        | Tamiko Butler             |
| Argentinien                  |        | Juan Pablo Dotti       | Ignacio Pereyra             | Graciela Zarate        | Valeria Müller            |
| Aruba                        |        | George Winterdal       | Gino Hodge                  |                        |                           |
| Aserbaidschan                |        | Olexandr Surutkowytsch | Elchin Asadov               | Jelena Tschalych       | Jelena Tschalych          |
| Australien                   |        | Simon Gerrans          | Luke Durbridge              | Amanda Spratt          | Shara Gillow              |
| Bahamas                      |        | Anthony Colebrook      |                             |                        |                           |
| Barbados                     |        | Mario Forde            | Russell Elcock              |                        |                           |
| Belgien                      |        | Tom Boonen             | Kristof Vandewalle          | Jolien D’hoore         | Liesbet De Vocht          |
| Belize                       |        | Roger Troyer           | Byron Pope                  |                        |                           |
| Bermuda                      |        | Dominique Mayho        | Dominique Mayho             |                        |                           |
| Bolivien                     |        | Horacio Gallardo       | Óscar Soliz                 | Elizabeth Vásquez      | Elizabeth Vásquez         |
| Bosnien und Herzegowina      |        | Vladimir Kuvalja       |                             |                        |                           |
| Botswana                     |        | Victor Potgieter       | Gareth Jooste               | Anouk van der Geest    | Debonah Baillie           |
| Brasilien                    |        | Otávio Bulgarelli      | Luiz Amorim                 | Luciene da Silva       | Luciene da Silva          |
| Britische Jungferninseln     |        | Philippe Leroy         | Philippe Leroy              |                        |                           |
| Bulgarien                    |        | Danail Petrow          | Nikolaj Michajlow           |                        |                           |
| Burkina Faso                 |        | Rasmane Ouédraogo      |                             |                        |                           |
| Chile                        |        | Carlos Oyarzun         | Carlos Oyarzun              |                        | Flor Palma                |
| Volksrepublik China          |        | Gang Xu                | Mingxing Xue                |                        |                           |
| Costa Rica                   |        | Pablo Mudarra          | Rodolfo Villalobos          | Marcela Rubiano        |                           |
| Curaçao                      |        | Marc de Maar           | Marc de Maar                |                        |                           |
| Dänemark                     |        | Sebastian Lander       | Jakob Fuglsang              | Cathrine Grage         | Cathrine Grage            |
| Demokratische Republik Kongo |        | Enock Manzambi         |                             |                        |                           |
| Deutschland                  |        | Fabian Wegmann         | Tony Martin                 | Judith Arndt           | Judith Arndt              |
| Dominikanische Republik      |        | William Guzman         |                             |                        | Wanda Cepeda              |
| El Salvador                  |        | Jimmy López            | Jimmy López                 |                        |                           |
| Elfenbeinküste               |        | Yacouba Soro Porolo    |                             | Anita Nado Koué        |                           |
| Eritrea                      |        | Daniel Teklehaymanot   | Daniel Teklehaymanot        |                        |                           |
| Estland                      |        | Tanel Kangert          | Rein Taaramäe               | Grete Treier           | Grete Treier              |
| Finnland                     |        | Jarkko Niemi           | Matti Helminen              | Lotta Lepistö          | Anne Palm                 |
| Frankreich                   |        | Nacer Bouhanni         | Sylvain Chavanel            | Marion Rousse          | Pauline Ferrand-Prévot    |
| Gabun                        |        | Frédéric Obiang        | Frédéric Obiang             |                        |                           |
| Georgien                     |        | Giorgi Nadiradse       | Giorgi Nadiradse            |                        |                           |
| Griechenland                 |        | Ioannis Drakakis       | Ioannis Tamouridis          | Elissavet Chantzi      | Elissavet Chantzi         |
| Großbritannien               |        | Ian Stannard           | Alex Dowsett                | Sharon Laws            | Wendy Houvenaghel         |
| Guatemala                    |        | Mario Archila          | Manuel Rodas                |                        |                           |
| Guyana                       |        | Orville Hinds          | Jude Bentley                |                        |                           |
| Hongkong                     |        | Ho Ting Kwok           |                             |                        |                           |
| Iran                         |        | Hossein Alīzādeh       | Alireza Haghi               | Niknaz Fazeli          | Niknaz Fazeli             |
| Irland                       |        | Matthew Brammeier      | Michael Hutchinson          | Melanie Spath          | Olivia Dillon             |
| Island                       |        | David Sigurðsson       | Hákon Sigurðsson            | Birna Björnsdottir     | Birna Björnsdottir        |
| Israel                       |        | Oleg Sergeev           | Anton Mikailov              | Yuval Bar Ziv          | Paz Bash                  |
| Italien                      |        | Franco Pellizotti      | Dario Cataldo               | Giada Borgato          | Tatiana Guderzo           |
| Jamaika                      |        | Linford Blackwood      | Peter Thompson              |                        |                           |
| Japan                        |        | Yukihiro Doi           | Ryōta Nishizono             | Mayuko Hagiwara        | Mayuko Hagiwara           |
| Cayman Islands               |        | Michele Smith          | Steve Abbott                |                        |                           |
| Kanada                       |        | Ryan Roth              | Svein Tuft                  | Denise Ramsden         | Clara Hughes              |
| Kasachstan                   |        | Assan Basajew          | Dmitri Grusdew              |                        |                           |
| Kirgisistan                  |        | Eugen Wacker           | Eugen Wacker                |                        |                           |
| Kolumbien                    |        | Félix Cárdenas         | Iván Casas                  |                        |                           |
| Kroatien                     |        | Vladimir Miholjević    | Vladimir Miholjević         | Mia Radotić            | Mia Radotić               |
| Kuba                         |        | Pedro Sibila           |                             |                        |                           |
| Lettland                     |        | Aleksejs Saramotins    | Gatis Smukulis              |                        | Dana Rozlapa              |
| Libanon                      |        | Nabil Tabbal           |                             | Zaher el Hage          |                           |
| Liechtenstein                |        | Daniel Rinner          | Karlheinz Risch             |                        |                           |
| Litauen                      |        | Gediminas Bagdonas     | Ramūnas Navardauskas        | Inga Čilvinaitė        | Vilija Sereikaitė         |
| Luxemburg                    |        | Laurent Didier         | Ben Gastauer                | Christine Majerus      | Christine Majerus         |
| Madagaskar                   |        | Jean Rakotondrasoa     | Jean Rakotondrasoa          |                        |                           |
| Malaysia                     |        | Mohd Zamri Saleh       | Azman Zulkifli Mohd         | Jupha Somnet           |                           |
| Mali                         |        | Oumar Sangare          |                             |                        |                           |
| Malta                        |        | Maurice Formosa        | Etienne Bonello             |                        |                           |
| Marokko                      |        | Tarik Chaoufi          | Mouhssine Lahsaïn           |                        |                           |
| Mauritius                    |        | Matieu Le Blanc        | Yannick Lincoln             |                        |                           |
| Mexiko                       |        | Miguel Álvarez         | Bernardo Colex junior       | Ingrid Drexel          | Ingrid Drexel             |
| Moldau                       |        | Aleksandr Pliușkin     | Sergiu Cioban               |                        |                           |
| Mosambik                     |        |                        | Kinha Fonseca               |                        | Leila Sultuane            |
| Namibia                      |        | Lotto Petrus           | Lotto Petrus                | Vera Adrian            | Vera Adrian               |
| Neuseeland                   |        | James Williamson       | Paul Odlin                  | Nicky Samuels          | Lauren Ellis              |
| Nicaragua                    |        | Ruddy Jiménez          | Jorge Marcenaro             |                        |                           |
| Niederlande                  |        | Niki Terpstra          | Lieuwe Westra               | Annemiek van Vleuten   | Ellen van Dijk            |
| Mazedonien                   |        | Stefan Petrovski       | Joze Jovanov                |                        |                           |
| Norwegen                     |        | Edvald Boasson Hagen   | Reidar Borgersen            | Hildegunn Hovdenak     | Lise Hafsø Nøstvold       |
| Österreich                   |        | Lukas Pöstlberger      | Riccardo Zoidl              | Andrea Graus           | Christiane Soeder         |
| Panama                       |        | José Rodríguez         | Ramón Carretero             |                        |                           |
| Paraguay                     |        | nicht ausgetragen      | Óscar Santos                |                        |                           |
| Peru                         |        | Royner Navarro         | Andy Limaylla               |                        |                           |
| Polen                        |        | Michał Gołaś           | Maciej Bodnar               | Katarzyna Pawłowska    | Martyna Klekot            |
| Portugal                     |        | Manuel Cardoso         | José Gonçalves              | Irina Coelho           |                           |
| Puerto Rico                  |        | Edgardo Richiez        | Edgardo Richiez             |                        |                           |
| Ruanda                       |        | Adrien Niyonshuti      |                             |                        |                           |
| Rumänien                     |        | Zoltan Sipos           | Andrei Nechita              |                        | Beata Adrienne Piringer   |
| Russland                     |        | Eduard Worganow        | Denis Menschow              | Julia Blindjuk         |                           |
| Schweden                     |        | Christofer Stevenson   | Gustav Erik Larsson         | Emma Johansson         | Emma Johansson            |
| Schweiz                      |        | Martin Kohler          | Fabian Cancellara           | Jennifer Hohl          | Patricia Schwager         |
| Senegal                      |        | Malick Thiam           |                             |                        |                           |
| Serbien                      |        | Nikola Kozomara        | Ivan Stević                 | Jovana Crnogorac       | Jovana Crnogorac          |
| Seychellen                   |        | Edward Pothin          |                             |                        |                           |
| Singapur                     |        | Darren Low             | Junaidi Hashim              |                        |                           |
| Slowakei                     |        | Peter Sagan            | Peter Velits                | Alžbeta Pavlendová     | Alžbeta Pavlendová        |
| Slowenien                    |        | Borut Božič            | Robert Vrečer               | Polona Batagelj        | Tjaša Rutar               |
| Spanien                      |        | Francisco José Ventoso | Luis León Sánchez           | Anna Sanchis           | Anna Sanchis              |
| St. Kitts und Nevis          |        | Reggie Douglas         | Reggie Douglas              |                        |                           |
| St. Lucia                    |        | Fidel Mangal           |                             |                        |                           |
| Südafrika                    |        | Robert Hunter          | Reinardt Janse van Rensburg | Ashleigh Moolman       | Cherise Taylor            |
| Südkorea                     |        | Chan Jae Jang          |                             |                        |                           |
| Suriname                     |        | Moses Rickets          | Ruiz Ceder                  |                        |                           |
| Swasiland                    |        | Tiago Oliveira         |                             |                        |                           |
| Chinesisch Taipeh            |        | Po Hung Wu             | Wei Cheng Lee               |                        |                           |
| Togo                         |        | Assion Ayivon          |                             |                        |                           |
| Trinidad und Tobago          |        | Troy Nelson            | Jovian Gomez                |                        | Cheyenne Awai             |
| Tschechien                   |        | Milan Kadlec           | Jan Bárta                   | Pavlina Sulcova        | Jarmila Machačová         |
| Tunesien                     |        | Hassen Ben Nasser      | Hassen Ben Nasser           |                        |                           |
| Türkei                       |        | Miraç Kal              | Eyüp Karagöbek              | Semra Yetis            | Merve Tayfun Marmara      |
| Uganda                       |        | Leon Matovu            |                             |                        |                           |
| Ukraine                      |        | Andrij Hrywko          | Andrij Hrywko               | Alona Andruk           | Anna Nahirnaja            |
| Ungarn                       |        | Péter Kusztor          | Gábor Fejes                 | Anita Rita Kenyo       | Gabriella Zelinka         |
| Uruguay                      |        | Emanuel Yáñez          | Jorge Soto                  |                        |                           |
| Usbekistan                   |        | Sergey Lagutin         | Murodjon Xolmurodov         |                        |                           |
| Venezuela                    |        | Miguel Ubeto           | Tomás Gil                   |                        | Danielys García           |
| Vereinigte Arabische Emirate |        | Hammad Badr            | Yousef Mirza Bani Hammad    |                        |                           |
| Vereinigte Staaten           |        | Timothy Duggan         | David Zabriskie             | Megan Guarnier         | Amber Neben               |
| Vietnam                      |        | Minh Thuy Bui          | Minh Thuy Bui               | Thi Lieu Phan          | Thuy Nguyen               |
| Belarus                      |        | Jauheni Hutarowitsch   | Branislau Samojlau          | Tazzjana Scharakowa    | Alena Amjaljussik         |
| Zypern                       |        | Vassilis Adamou        | Marios Athanasiadis         |                        |                           |

1. ↑  Bei fettgedruckten Nationen gibt es direkte Links zu den entsprechenden nationalen Straßen-Radmeisterschaften.
2. ↑  Das Straßenrennen hat Lynn Murray aus Antigua und Barbuda gewonnen.
3. ↑  Das Einzelzeitfahren hat Orano Andrews aus St. Vincent und die Grenadinen gewonnen.
4. ↑  Das Straßenrennen hat Yves Covi aus der Schweiz gewonnen.
5. ↑  Das Einzelzeitfahren hat Bob Jungels gewonnen. Dieser wurde aber nur in der U23-Klasse gewertet.
6. ↑  Das Straßenrennen hat Luis Enrique Dávila gewonnen. Dieser wurde aber nur in der U23-Klasse gewertet.
7. ↑  Das Straßenrennen hat Michael Vink gewonnen. Dieser wurde aber nur in der U23-Klasse gewertet.
8. ↑  Das Straßenrennen hat der Mexikaner Marco Ortega gewonnen.
9. ↑  Das Einzelzeitfahren hat der Niederländer Tjarco Cuppens gewonnen.
10. ↑  Das Einzelzeitfahren hat der Franzose Patricio Carty gewonnen.
11. ↑  Das Straßenrennen gewann Xavier Quevedo. Dieser wurde aber nur in der U23-Klasse gewertet.